# Jodis tibetana
Jodis tibetana là một loài bướm đêm trong họ Geometridae.